# Tecumseh (Michigan)
Tecumseh é uma cidade localizada no estado americano de Michigan, no Condado de Lenawee.

## Demografia
Segundo o censo americano de 2000, a sua população era de 8574 habitantes.
Em 2006, foi estimada uma população de 8848, um aumento de 274 (3.2%).

## Geografia
De acordo com o United States Census Bureau tem uma área de
14,0 km², dos quais 13,4 km² cobertos por terra e 0,6 km² cobertos por água.

## Localidades na vizinhança
O diagrama seguinte representa as localidades num raio de 20 km ao redor de Tecumseh.